# Riograndenser Hunsrückisch
Riograndenser Hunsrückisch (brasilianisches Portugiesisch hunsriqueano riograndense, englisch Hunsrik oder Riograndese Hunsrik oder Katharinensisch) ist in Südbrasilien eine weitverbreitete Minderheitensprache der deutschen Einwanderer. Sie ist eine Variante des in Teilen des Hunsrücks (um Morbach, Idar-Oberstein, Rheinböllen, Simmern und Kastellaun) gesprochenen hunsrückischen Dialekts.
Die Bezeichnung Katharinensisch leitet sich vom brasilianischen Bundesstaat Santa Catarina ab, in dem dieser Dialekt das erste Mal auftauchte.

## Herkunft
Riograndenser Hunsrückisch entwickelte sich in fast 200 Jahren, seit dem Beginn der deutschen Einwanderung in Brasilien aus dem Hunsrück per Schiff nach Porto Alegre in bestimmte südliche Regionen des Kaiserreichs Brasilien – insbesondere in den Bundesstaat Rio Grande do Sul (damals für eine gewisse Zeit auch Republik Piratini) – im Jahr 1824, als Sprache dieser Einwanderer. Dabei wurde es von anderen deutschen Einwanderer-Dialekten beeinflusst, wie zum Beispiel von Ostpommersch, Bairisch und von österreichischen Dialekten (heute besonders noch in Dreizehnlinden), ebenso vom Portugiesischen und anderen Immigrantensprachen wie Italienisch.
Obwohl Riograndenser Hunsrückisch über lange Zeit der am weitesten verbreitete deutsche Dialekt in Südbrasilien war, nimmt der Gebrauch dieser Sprache heute manchenorts ab. In sehr ländlichen Gebieten ist ihr Gebrauch allerdings recht stabil.

## Schreibweisen
Für das Riograndenser Hunsrückisch wurden zwei verschiedene Schreibweisen entwickelt. Die erste wurde von Cléo Vilson Altenhofen im Jahr 2007 entworfen und orientiert sich am Deutschen. Die zweite, von Ursula Wiesmann 2008, gibt die Laute so wieder, dass sich für Portugiesischsprachige die Aussprache erschließt, für Deutsche aber schwerer zu lesen ist.
Beispiel:
Schreibweise nach Altenhofen et al. (der Text aus der Hunsrik Test-Wikipedia, übertragen):
Hunsrick-Sprooch is en Internet-Projekt fer di Schaffung von en Wikipedia in Brasilianisch Hunsrick-Sprooch.
Unser Filosofie is, dass di Hunsrick-Sprooch is en Schatz von alle Brasilianer un dass alle Sprecher vom Hunsrick von ganz Brasil solle sich einische fer unser Sprooch se redde, egal von welche Staat de hejer kommt.
Schreibweise nach Wiesmann (aus der Hunsrik Test-Wikipedia):
Hunsrik xprooch is en intërnët proyëkt fer ti xafung fon en Wikipedia in Prasiliaanix Hunsrik Xprooch.
Unser filosofii is tas ti hunsrik xprooch is en xats fon ale prasiliaaner un tas ale xprëcher fom hunsrik fon kans Brasil sole sich ayniche fer unser xprooch se rëte, eekaal fon wëlche xtaat te hëyer khomt.